# Giovanni di San Paolo
Giovanni di San Paolo (zm. 1214) – włoski benedyktyn, kardynał.
Dawniejsze źródła przypisują mu pokrewieństwo z rzymskim arystokratycznym rodem Colonna, jednak nowsze badania wykazały, że jest to wynikiem szesnastowiecznego fałszerstwa. Bardziej prawdopodobne jest, że był krewnym papieża Celestyna III z rodu Bobone.
W młodości wstąpił do zakonu benedyktynów w klasztorze San Paolo fuori le mura w Rzymie i studiował medycynę na uniwersytecie w Amalfi. Papież Celestyn III wyniósł go do godności kardynalskiej na konsystorzu 20 lutego 1193. Sygnował bulle papieskie między 23 marca 1193 a 20 maja 1214. Był bliskim współpracownikiem Celestyna III, który krótko przed swoją śmiercią rekomendował go kardynałom na swojego następcę. W wyniku papieskiej elekcji 1198 (w której brał udział) papieżem został jednak nie on, lecz kardynał Lotario Conti di Segni jako Innocenty III. Wielokrotnie służył jako legat papieski m.in. we Francji, gdzie był wysłany w 1200 roku przez Innocentego III celem rozstrzygnięcia problemów małżeńskich króla Filipa Augusta oraz zwalczania heretyków na południu kraju. Jeden z dokumentów około roku 1205 określa go jako „kardynała, który słucha spowiedzi papieża”. W grudniu 1204 został mianowany biskupem Sabiny. Był przyjacielem św. Franciszka z Asyżu. Zmarł prawdopodobnie w 1214, gdyż ostatnia wzmianka o nim pochodzi z 20 maja tego roku.